# Лемешев, Вячеслав Иванович
Вячеслав Иванович Лемешев (3 апреля 1952, Москва — 27 января 1996, Москва) — советский боксёр. Олимпийский чемпион 1972 года во втором среднем весе (до 75 кг), двукратный чемпион Европы 1973 и 1975 годов во втором среднем весе, Чемпион СССР 1974 года в полутяжёлом весе (до 81 кг). Заслуженный мастер спорта СССР (1972). Выдающийся боксёр СССР (1972).

## Биография
Родился в Москве в 1952 году, третий сын в семье Лемешевых (отец, участник Великой Отечественной войны, родом из д. Старое, мать — из д. Парыкино, обе деревни — Егорьевского района Московской области).
Боксом начал заниматься в 14 лет под руководством тренера Льва Сегаловича, исповедовавшего философию довоенной школы бокса, которая шла вразрез с прививаемым тогда в Советском Союзе игровым стилем бокса, что в будущем в плане зрелищности выгодно отличало Лемешева от многих его товарищей по сборной.
В 1969 году стал победителем юношеского чемпионата СССР в 1-м полусреднем весе. Уже в юношеском возрасте Вячеслав был образцовым контратакующим нокаутёром.
В 1970 и 1972 годах был чемпионом Европы среди юниоров, причём оба раза он признавался лучшим боксёром турнира, став первым и вторым обладателем Кубка Эмиля Гремо (первого президента АИБА).
В 1970 году начал тренироваться под руководством серебряного призёра римской Олимпиады 1960 года, в то время главного тренера ЦСКА, немного позже ставшего и главным тренером национальной сборной СССР Юрия Радоняка. Однако Лемешев всегда говорил, что тренируется под руководством двух персональных тренеров. Благодаря такому благородству и признательности боксёра Л. М. Сегалович был удостоен звания заслуженного тренера СССР и премии, которая полагается за подготовку олимпийского чемпиона.
В 1972 году на чемпионате СССР даже не попал в число призёров (выиграл Руфат Рискиев). Однако после предолимпийского тренировочного сбора был внесён в олимпийскую заявку. Как показывали проведённые научно-исследовательской группой тесты, такой скорости рефлексов как у него, не было больше ни у одного из боксёров, привлекавшихся в те годы в сборные команды страны.
Чемпион ХХ Олимпийских игр в Мюнхене 1972 года во 2-м среднем весе, поставил своеобразный рекорд — в четырёх боях из пяти победил нокаутом; в финале также выиграл нокаутом через 2 минуты 17 секунд боя. Это была 50-я золотая медаль, полученная советской сборной на Олимпиаде 1972, в год 50-летнего юбилея СССР.
Является самым молодым олимпийским чемпионом СССР по боксу
Дважды выигрывал звание чемпиона Европы — в 1973 и 1975 годах, в 1974-м стал чемпионом страны (в полутяжёлом весе), а в следующие два года завоёвывал серебряную и бронзовую медали всесоюзных первенств.
Не был включён в состав сборной на Олимпийские игры 1976 года, уступив в отборе Р. Рискиеву и А. Климанову. После этого побед не добивался, начал злоупотреблять алкоголем.
Боевой стиль отличался высокой маневренностью, изначально сформировался как зрелищный боксёр контратакующего плана. Обладал феноменальной реакцией и чутьём для нанесения решающего удара. Часто после нанесения нокаутирующего удара сразу же поворачивался и шёл в нейтральный угол, зная, что соперник уже беспомощен и валится на пол. Однако полученная травма ударной руки при продолжающихся выступлениях со временем нивелировала это качество.

«…Он оказался удивительно простым и доступным в общении. Прекрасный рассказчик, знаток огромного количества анекдотов… Он был безумно одарённым… Физически Слава был не очень сильным, как ни странно это звучит с его-то репутацией нокаутера. Но на ринге сила как таковая ему была не нужна. Бешеное чутье — вот что было козырем Лемешева. Он бил именно в тот момент, когда надо было ударить, когда соперник меньше всего этого ждал. Уже после смерти Славы я где-то прочитал, что ещё в 1970 году, после того как он выиграл первенство мира среди юниоров, наши физиологи обнаружили у него феноменальную реакцию. Оказывается, в то время ни один советский боксер не умел так быстро, как Лемешев, реагировать на различные раздражители. Охотно в это верю, поскольку на ринге такая реакция выражалась в мгновенном контратакующем ударе. Или проще — ударом навстречу, которым Слава положил на пол немало соперников… Как Слава делал это, я до сих пор не понимаю, хотя он потом не раз применял этот прием. Представляете, правой ударной рукой убирал заднюю руку соперника, ту, что прикрывала подбородок, и мгновенно коротко бил той же правой. Так больше не умел никто…».— Виктор Рыбаков, трёхкратный чемпион Европы, обладатель двух бронзовых олимпийских медалей
В 1980 году был отправлен работать тренером в дислоцированную в ГДР группу советских войск. Продолжая спарринговать подопечным, несколько своих последних боёв проиграл нокаутами, что подорвало его здоровье.
После возвращения из Германии работал в кооперативе в подмосковном Наро-Фоминске, машинистом насосной станции, вахтёром в кооперативе, рабочим-озеленителем на Востряковском кладбище. Через несколько лет был переведён на инвалидность (сначала получил вторую группу, а затем и первую). В 1995 году ему была сделана операция по трепанации черепа.
Скончался 27 января 1996 года на 44-м году жизни от прогрессирующей атрофии головного мозга. Похоронен на Ваганьковском кладбище.

## Семья, личная жизнь
Братья Евгений и Юрий, оба мастера спорта по боксу, выступали за ЦСКА.
Трижды был женат. Первая жена — Оксана. Вдова — Зинаида Тимофеевна Лемешева (27.01.1951 — 02.07.2016).
Сын Владислав является мастером спорта по 3 видам единоборств: боксу, кикбоксингу и рукопашному бою. Работал преподавателем в Московском университете МВД РФ. Участник миротворческих спецопераций ООН в горячих точках (Косово, Восточный Тимор). С 2011 года работает в Ираке в нефтегазовой отрасли.

## Награды, память

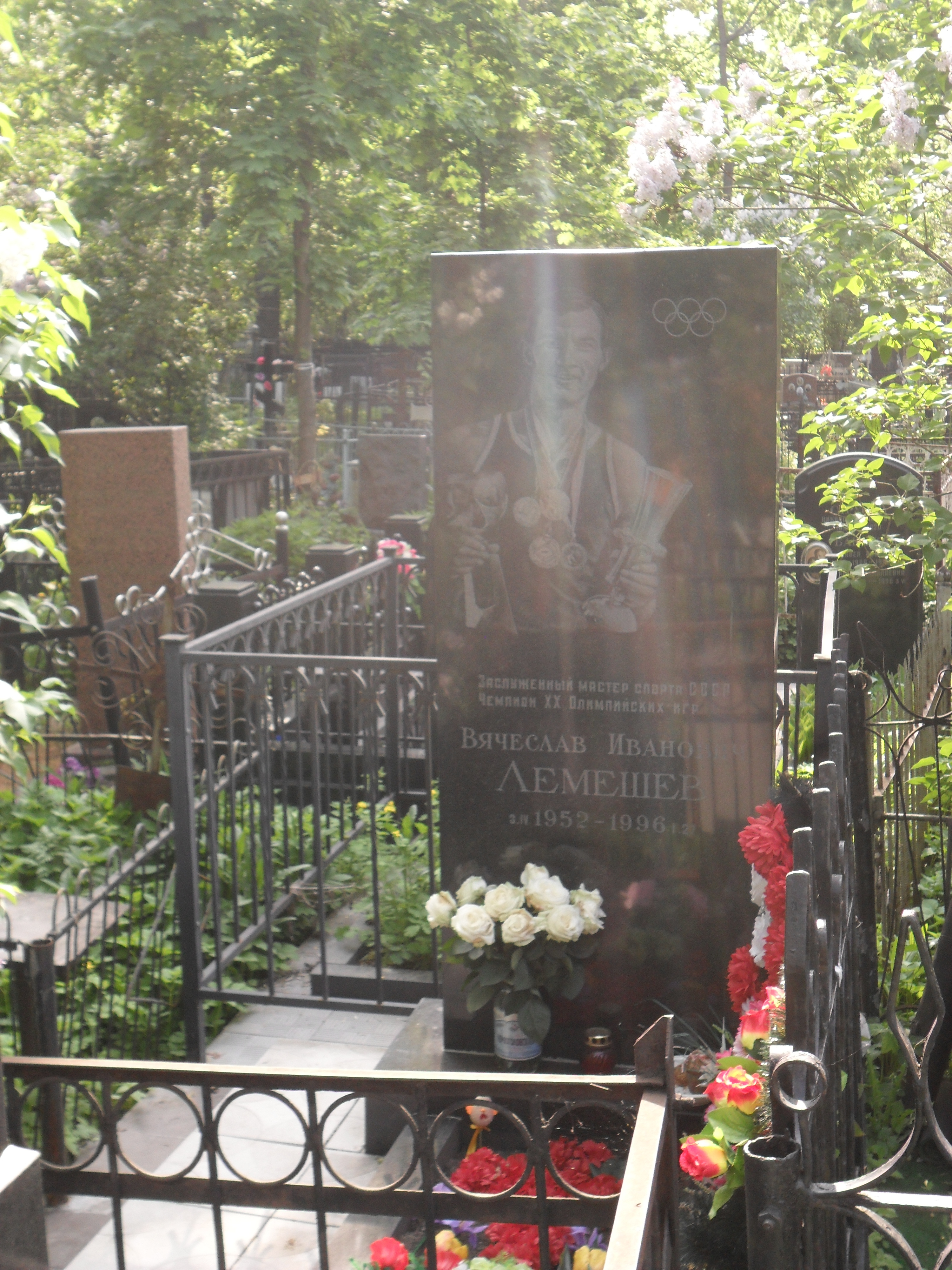
Могила Лемешева на Ваганьковском кладбище.

- Награждён орденом «Знак Почета» (1972)[18].
- На родине родителей Вячеслава Лемешева в Егорьевске, откуда идут корни выдающегося советского боксёра, в его честь проводится ежегодный любительский турнир — «Мемориал имени Вячеслава Лемешева», первые соревнования которого прошли в год его смерти[19].
- В 2004 году на базе спортивного клуба им. В. Лемешева в Егорьевске был организован Молодёжный центр имени братьев Лемешевых.
- В Москве есть музей бокса, где увековечена память В. Лемешева.
- 10 сентября 2012 года Вячеславу Лемешеву открыт бюст на Аллее спортивной славы ЦСКА в Москве[20][21].